# شتيفاني جراف
شتيفاني جراف (بالألمانية: Stephanie Graf) هي عدائة المسافات المتوسطة نمساوية، ولدت في 26 أبريل 1973 في كلاغنفورت في النمسا.

## وصلات خارجية
- شتيفاني جراف على موقع الاتحاد الدولي لألعاب القوى (الإنجليزية)
- شتيفاني جراف على موقع اللجنة الأولمبية الدولية (الإنجليزية)
- شتيفاني جراف على موقع أوليمبيديا (الإنجليزية)